# John Colson
John Colson FRS (1680 – Cambridge, 1760) foi um religioso e matemático inglês, professor lucasiano na Universidade de Cambridge.
De 1739 a 1760 foi professor lucasiano de matemática.
John Colson traduziu diversas obras de Isaac Newton para o inglês, incluindo De Methodis Serierum et Fluxionum em 1736.